# Wissenschaftlich-humanitäres Komitee
Das Wissenschaftlich-humanitäre Komitee (WhK) war der erste kollektive Versuch in der Geschichte,  die Öffentlichkeit über Homosexualität aufzuklären und sich gegen antihomosexuelle Strafgesetze zu organisieren. Es wurde im Mai 1897 durch Magnus Hirschfeld, Max Spohr, Eduard Oberg und Franz Joseph von Bülow gegründet.

## Die Berliner Zentrale (1897–1933)
Das Wissenschaftlich-humanitäre Komitee wurde am 15. Mai 1897 (vier Tage vor Oscar Wildes Haftentlassung) von Magnus Hirschfeld zusammen mit dem Verleger Max Spohr, dem Juristen Eduard Oberg und dem Kolonialschriftsteller Franz Joseph von Bülow in Hirschfelds Wohnung in der Berliner Allee 104 (heute Otto-Suhr-Allee) in Charlottenburg (heute Berlin) gegründet. Das Komitee diente den Zwecken, eine Zeitschrift zur Homosexualität zu publizieren, Volksschriften zu veröffentlichen und eine kritische Öffentlichkeit für die Streichung des Paragraphen 175 zu mobilisieren, der beischlafähnliche Handlungen unter Männern mit Gefängnis bedrohte. Regelmäßige Veranstaltungen des WhK in Form von Vorträgen und musikalischen Darbietungen in Berlin, an denen auch Angereiste aus anderen Orten in Deutschland und dem europäischen Ausland teilnahmen, ermöglichten den Mitgliedern ein gewisses Maß an sozialem Leben untereinander. Ebenso wurde ab etwa 1904 eine WhK-Bibliothek aufgebaut, die allen Mitgliedern unentgeltlich als Leihbücherei zur Verfügung stehen sollte. Neben anderen schlossen sich Adolf Brand, Benedict Friedlaender, Kurt Hiller, Hugo Marcus und Eduard Bertz der Organisation an. Stellvertreter von Magnus Hirschfeld im WhK war von 1905 bis zum Ersten Weltkrieg der Berliner Arzt Georg Merzbach.
Im WhK gab es ab 1904 Bestrebungen, eine Art kollektives Führungsgremium zu bilden. Es erhielt zunächst die Bezeichnung „Obmännerkommission“ und bestand aus sieben Personen. Später wuchs die Zahl auf siebzig Mitglieder. Sie wohnten und wirkten in Ländern wie Belgien, China, Dänemark, Frankreich, Großbritannien, Italien, den Niederlanden, Niederländisch-Indien (Indonesien), Österreich, Polen, Russland, Schweden, der Schweiz, Spanien und der Tschechoslowakei. Ab 1911 hatte das WhK auch einige wenige „Obfrauen“, die jedoch nicht so genannt wurden; selbst die neutrale Bezeichnung „Obleute“ wurde nicht verwendet. 
Als zentrales Versammlungslokal des frühen WhK diente das Hotel-Restaurant Zum Altstädter Hof gegenüber der Marienkirche in Berlin-Mitte (damals Alt-Berlin), das um 1886 als jüdisch-orthodoxes Hotel gegründet und erbaut worden war. Nach 1919 war das WhK eng mit Hirschfelds Institut für Sexualwissenschaft verbunden. Von diesem übernahm es eine Reihe wissenschaftlicher Theorien, die allesamt darauf hinausliefen, Homosexuelle als ein biologisch „drittes Geschlecht“ zwischen Mann und Frau zu konstruieren. Ihr Ziel war es, durch den Nachweis des Angeborenseins der Homosexualität das Strafrecht für unanwendbar zu erklären, doch die Art der Theoriebildung geriet bereits in der Weimarer Republik in eine Außenseiterrolle.
Die biologistische Tendenz, die Hirschfeld dem Komitee gab, stieß innerhalb des WhK von Anfang an auf Widerspruch. Doch erst am 24. November 1929 gelang es seinen internen Konkurrenten, allen voran dem KPD-Funktionär Richard Linsert, Hirschfeld zum Rücktritt zu zwingen. Nachfolger wurde der Sanitätsrat Otto Juliusburger, und Kurt Hiller wurde zum Zweiten Vorsitzenden gewählt. Dritter Beisitzer des neuen Vorstands wurde der Schriftsteller Bruno Vogel. Juliusburger bewirkte in der kurzen Zeit, die bis zur Auflösung des Komitees durch die Nationalsozialisten im Jahr 1933 verblieb, eine Umorientierung des WhK, die es aus seiner wissenschaftlichen Isolation befreite. Statt auf biologische wurde jetzt der Schwerpunkt auf psychologische und soziologische Forschungserkenntnisse gesetzt.
Das Wissenschaftlich-humanitäre Komitee hatte seinen Sitz in Berlin und Zweigstellen in etwa 25 deutschen, österreichischen und niederländischen Städten. Obwohl es nie mehr als 500 Mitglieder hatte, meist Akademiker und gebildete Leute, gilt es als wichtiger Meilenstein der homosexuellen Emanzipationsbewegung. Die „Massenorganisation“ ihrer Zeit war dagegen der 1923 gegründete Bund für Menschenrecht (BfM) von Friedrich Radszuweit. Teilweise entgegengesetzte Positionen vertrat die Gemeinschaft der Eigenen von Adolf Brand.

## Zweigstellen
Teilweise sind nur wenige Daten zu den Zweigstellen erhalten; insbesondere die Auflösungen oder das Einschlafen der Aktivitäten sind naturgemäß selten dokumentiert. Zudem liegen kaum Unterlagen über das Wirken des WhK in den ehemaligen deutschen Ostgebieten und damit in Städten wie Breslau (heute Wrocław, Polen), Danzig (Gdańsk) und Stettin (Szczecin) vor.

### München
In München existierte von 1902 bis 1908 eine Zweigstelle. Initiator des Subkomitees war der Apotheker Joseph Schedel. Am 6. August 1902 kam es zu einer Vorbesprechung in dessen Wohnung in der Amalienstraße 16. Dabei waren auch Magnus Hirschfeld, Wilhelm Walloth, August Fleischmann und Alfred Schuler anwesend.
Am 24. September 1902 traf sich das Wissenschaftlich humanitäre Komitee München (WhKM) zu seiner Gründungsversammlung. Schon recht bald distanzierte man sich von August Fleischmann wegen seiner Vereinigung Veritas; ab der fünften Versammlung am 19. Dezember 1902 durfte er nicht mehr als Obmann zeichnen, und auch später distanzierte man sich wiederholt von ihm. Im Laufe der Zeit wurde auch Magnus Hirschfeld wiederholt wegen einiger Ansichten und Aktionen kritisiert, namentlich wegen zu offensiven Vorgehens und seiner Theorie der sexuellen Zwischenstufen. Da war man gedanklich näher an Adolf Brand. Es wurden Vorträge organisiert, Petitionen verfasst, auch an die bischöflichen Ordinariate sowie an die protestantischen Consistorien Süddeutschlands. Versammlungen und gesellige Abende des WhKM fanden unter anderem im Hotel Rheinpfalz, Café Royal, Café Kaiser Franz Josef und dem Bayerischen Hof statt. Wegen des Falls Friedrich Alfred Krupp wurde sogar eine außerordentliche Versammlung am 18. Dezember 1902 einberufen. Im Oktober 1906 wurde Schedel auf der WhK-Jahresversammlung in Charlottenburg zum Obmann gewählt. Am 14. Dezember 1907 legte er dieses Amt wieder nieder.
Bei der 38. Versammlung des WhKM am 29. Mai 1908 wurde „in Anbetracht der Ungunst der Zeitverhältnisse und der völligen Aussichtslosigkeit jeder agitatorischen Tätigkeit ...“ einstimmig beschlossen, das WhKM aufzulösen. Die Harden-Eulenburg-Affäre lief gerade seit etwa einem Jahr. Schedel blieb Ansprechpartner für das WhK, und ihm wurde die Bibliothek des Komitees übergeben. Sie befindet sich heute mit seinem Nachlass in der Bayerischen Staatsbibliothek München und ist die einzige, wenigstens teilweise erhaltene, „schwule“ Bibliothek dieser Zeit im deutschen Sprachraum.

### Frankfurt am Main
Die Zweigstelle in Frankfurt am Main wurde am 9. März 1921 gegründet. Initiatoren waren der Rittergutsbesitzer Wilhelm Jansen (1866–1943) und besonders der Bankangestellte Hermann Weber (1882–1955), der auch in den 1950ern wieder in der Homophilenbewegung und im „Giese-WhK“ aktiv war. Es wurde Aufklärungs- und Lobbyarbeit geleistet und Vortragsabende veranstaltet. Auch traf man sich zum Wandern, zum Tanz in den Mai oder zu Kostümabenden. Laut einer Veröffentlichung im Jahrbuch für sexuelle Zwischenstufen aus dem Jahre 1922 war die polizeiliche und behördliche Haltung Homosexuellen gegenüber in Frankfurt nicht so scharf wie jene in Bayern.

### Wien
Seit der Jahrhundertwende schon war der Ingenieur Josef Nicoladoni Kontaktmann in Wien. Für das Weitere war wahrscheinlich Hirschfelds Bekanntschaft mit Sigmund Freud hilfreich, obwohl Hirschfeld sonst den psychoanalytischen Denkweisen fernstand. Wilhelm Fliess hatte die Theorie der Bisexualität aller Menschen entwickelt, kurz bevor Otto Weininger 1903 sein Werk Geschlecht und Charakter veröffentlichte. Fliess fühlte sich bestohlen und beschuldigte den gemeinsamen Bekannten Sigmund Freud des „Wissens-Transfers“. Nach einigem Briefwechsel kam es auch zu einem öffentlichen Schlagabtausch zwischen Fliess, Freud und Bekannten beider. Hirschfeld setzte sich dabei publizistisch für die Unschuld Freuds ein. Darüber hinaus half Hirschfeld später bei der Gründung der Berliner Psychoanalytischen Vereinigung (1908) mit.
1906 wurde die Zweigstelle durch den Psychoanalytiker Wilhelm Stekel gegründet. Mit dabei war auch Josef Nicoladoni. Weitere Vorstandsmitglieder waren der Bankbeamte Rudolf Vieröckl und Newkluff, welche beide im Ersten Weltkrieg verstarben. Zwei Leserbriefe an die Illustrierte Österreichische Kriminalzeitung (IÖKZ, veröffentlicht 9. September 1907) und die Wiener Kriminal- und Detektiv-Zeitung (WKDZ, veröffentlicht weniger als eine Woche später) sind die einzigen Zeugnisse der Wiener Vertretung des wissenschaftlich-humanitären Komitees in Berlin. Bei der IÖKZ, der auch Hirschfeld persönlich schrieb und Informationsmaterial zusandte, konnte nachweislich eine deutliche Haltungsänderung bewirkt werden;  sie riefen sogar zu einer Aktion zur Abschaffung des § 129 b auf. Jedoch ließ sie das Thema Homosexualität nach einer Welle von gezielten Konfiskationen Ende Oktober komplett fallen. Möglicherweise gibt es auch einen Zusammenhang mit dem Einschlafen des ersten Wiener WhK und der Auflösung der Verbindung von Hirschfeld und Freud nach dem 3. Internationalen Psychoanalytischen Kongress im Jahre 1911, wo der Freud-Schüler Carl Gustav Jung Hirschfeld beleidigt hatte. Stekel mutierte in den 1920ern zu einem der homophobsten Analytiker neben Alfred Adler.
1922 konstituierte sich die Wiener Zweigstelle neu. Über die Aktivitäten der beiden Zweigstellen gibt es außer den beiden Leserbriefen keine genaueren Auskünfte.

### Weitere
Es wurden auch Filialen in den Niederlanden (1911) und in Schweden (1930) gegründet. In den Niederlanden beteiligte sich Arnold Aletrino an den Gründungsaktivitäten.

## Vom WhK herausgegebene Periodika
- 1899–1908, 1913–1914, 1919–1923: Jahrbuch für sexuelle Zwischenstufen mit besonderer Berücksichtigung der Homosexualität. Hrsg.: Magnus Hirschfeld, ZDB-ID 218037-6. Dazwischen mit teilweise beibehaltener Jahrgangsnummerierung: 1909–1912, 1915–1918: Vierteljahresberichte des wissenschaftlich-humanitären Komitees. Hrsg.: Magnus Hirschfeld, ZDB-ID 1121856-3
- 1901–1907: Monatsbericht des wissenschaftlich-humanitären Komitees. ZDB-ID 534918-7, 1908 fortgesetzt in: Zeitschrift für Sexualwissenschaft. ZDB-ID 534919-9. Aufgegangen in: Sexual-Probleme – Zeitschrift für Sexualwissenschaft und Sexualpolitik. (1908–1914/15) ZDB-ID 534920-5
- 1926–1932/33: Mitteilungen des Wissenschaftlich-Humanitären Komitees. [Hrsg. der Faksimile-Ausgabe von 1985: Friedemann Pfäfflin, ZDB-ID 152280-2.]

## Versuche von Neugründungen

### 1949 – das „Giese-WhK“
Am 19. Oktober 1949 rief Hans Giese zusammen mit Hermann Weber (1882–1955), der von 1921 bis 1933 Leiter der Ortsgruppe Frankfurt war, in Kronberg eine Neugründung des WhK ins Leben. Auch Kurt Hiller arbeitete mit, doch endete diese Kooperation durch Konkurrenzgefühl und innere Distanz der beiden Forscher nach wenigen Monaten. In Berlin-Zehlendorf wurde eine Gruppe Groß-Berlin des WhK von Werner Hesse, Werner Becker und Hans Borgward konstituiert. Dem WhK wurde der Eintrag ins Vereinsregister verweigert; so erklärte Giese dasselbe Ende 1949 oder Anfang 1950 für aufgelöst. Die Berliner Gruppe des „Giese-WhK“ ging in die Gesellschaft für Reform des Sexualstrafrechts e. V auf., welche bis 1960 bestand.

### 1962 – Hiller
1955 kehrte Kurt Hiller nach Hamburg zurück und wollte dort 1962 ein neues WhK neu gründen. Er blieb dabei aber isoliert und der Versuch scheiterte.

### 1998 – Das neue whk
Im Jahr 1998 wurden – unter anderem entstanden aus der Initiative „Beck ab!“ gegen den Bundestagsabgeordneten Volker Beck – eine neue Verbindung unter dem Namen wissenschaftlich-humanitäres komitee (whk) und ein zugehöriger Förderverein gegründet. Ein Bezug zum historischen WhK besteht nur durch den Namen und den Einsatz in schwullesbischen Themenbereichen. Die neue Verbindung nimmt in vielen Fragen eine konträre Position zu dem von ihr als bürgerlich-konservativ angesehenen LSVD ein und fühlt sich der revolutionären Linken verbunden. Das wissenschaftlich-humanitäre Komitee gab die Zeitschrift Gigi – Zeitschrift für sexuelle Emanzipation heraus, die 2001 mit einem Sonderpreis des Bundes Lesbischer und Schwuler JournalistInnen ausgezeichnet wurde. 2010 wurde Gigi eingestellt.
Auf der Webseite des neuen whk heißt es zur Gründung:
„So haben wir uns entschlossen, den Grundgedanken des historischen Whk wieder aufzugreifen und ihn – konsequenterweise unter demselben Namen – schöpferisch auf unsere Zeit, ihre konkreten Gegebenheiten anzuwenden. Das setzt in unseren Augen neben enger Verbindung zu anderen Befreiungsbestrebungen und -bewegungen eine radikale Prüfung, Kritik und Infragestellung aller gesellschaftlichen Verhältnisse voraus. Denn die Befreiung der Sexualität in einer ansonsten unfreien Gesellschaft ist schlechterdings unmöglich.“
Mit der Einstellung der Zeitschrift Gigi 2010 wurde das neue whk weitgehend inaktiv.